# Huron East
Huron East är en kommun (municipality) i Kanada.   Den ligger i provinsen Ontario, i den sydöstra delen av landet, 500 km väster om huvudstaden Ottawa. Huron East ligger 338 meter över havet och antalet invånare är 9 264.